# إيس أتكينز
إيس أتكينز (بالإنجليزية: Ace Atkins) (28 يونيو 1970، سبرينغفيلد في الولايات المتحدة)؛ صحفي وروائي أمريكي. درس في جامعة أوبرن.

## روابط خارجية
- إيس أتكينز على موقع IMDb (الإنجليزية)